# Rotraut Rieger
Rotraut Rieger (* 29. August 1946 in Hildesheim) ist eine deutsche Theater- und Filmschauspielerin.

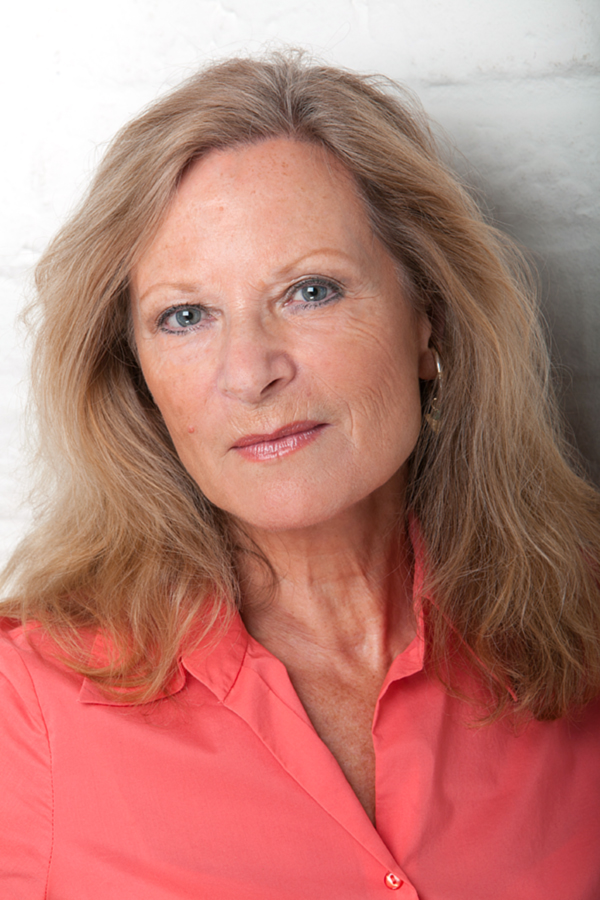
Rotraut Rieger 2010

## Leben
Rotraut Rieger wurde am 29. August 1946 als zweites von vier Kindern in Hildesheim geboren. Mit acht Jahren zog sie mit ihrer Familie nach Stuttgart, wo sie direkt im Kinderfunk und Kinderchor des Süddeutschen Rundfunks mitwirkte. Nach der Schulzeit nahm sie Tanz- und Schauspielunterricht bei Ursula Fuß-Schwarz in Stuttgart. Außerdem hatte sie Gesangsunterricht bei Professor Dietger Jacob in Köln und bei Ruth Grünhagen in Düsseldorf.
1968 spielte sie ihre erste Premiere am Württembergischen Staatstheater in Stuttgart: Macbird unter der Regie von Hans Hollmann. Die musikalische Leitung hatte Karl Wesseler. In der Komödie im Marquardt war sie zusammen mit Willi Birgel in Halb auf den Baum von Peter Ustinov zu sehen. 1969 drehte sie den Musikfilm Warum ist es am Rhein so schön? (Vico auf dem Rhein) mit Vico Torriani. Nach weiteren Engagements in Köln, Bern und Oberhausen ging sie mit O. W. Fischer mit Ein Glas Wasser auf Tournee. Von 1974 bis 1976 spielte sie mit Lore Lorentz am Düsseldorfer Kom(m)ödchen. Weitere Stationen waren Bad Hersfeld, Recklinghausen, Neuss, Frankfurt und München. In Essen war sie die erste deutsche Janet in der Rocky Horror Show unter der Regie von Walter Bockmayer. Danach spielte sie fünf Jahre am Schauspielhaus Bochum Unsere Republik. Sehr oft hat sie auch in der Komödie im Marquardt und im Alten Schauspielhaus in Stuttgart gespielt, unter anderem die Polly in der Dreigroschenoper und Der Widerspenstigen Zähmung. Darüber hinaus spielte sie im Contra-Kreis-Theater in Bonn unter anderen in den Stücken Sie spielen unser Lied und Sekretärinnen.
Zu ihren wichtigsten Fernsehrollen zählen Knittels Scheidung, Regie Sepp Strubel, die Organistin Neidhardt in der Serie Oh Gott, Herr Pfarrer, Der Stadtbrand und Drei Tage im April von Oliver Storz, Anna H., Geliebte, Ehefrau und Hure, Regie Michael Keusch und nicht zuletzt die Rolle der Maria Birkenfeld in der Stadtklinik, wo sie zusammen mit ihrem Mann Johannes Grossmann (Professor Himmel) spielte, mit dem sie seit 1975 verheiratet war.
Des Weiteren ist sie auch oft in Hörspielen, Features, Sketchen und Lesungen zu hören. Eines der Hörspiele, Atemnot von Ruth Rehmann wurde anlässlich des 70-jährigen Jubiläums des Landes Nordrhein-Westfalen in die Geburtstagsedition BILANZ – Hörspielkunst aus den Studios des WDR aufgenommen.
Unter der Leitung von Heinz Geese hat sie auch in Konzerten mit der Nordwestdeutsche Philharmonie gesungen.

## Filmografie (Auswahl)
- 1967: Modecocktail (Fernsehserie)
- 1967: Meine Melodie (Fernsehserie)
- 1968: Schreib’ ein Stück
- 1970: Warum ist es am Rhein so schön?
- 1971: Tischlein deck dich (Fernsehfilm)
- 1972: Butler Parker (Fernsehserie, 1 Folge)
- 1974: Macbeth (Fernsehfilm)
- 1979: Anna (Fernsehserie)
- 1981: Knittels Scheidung
- 1983: Kommissariat 9 (Fernsehserie, 1 Folge)
- 1983: Weißblaue Geschichten (Fernsehserie, 1 Folge)
- 1984: Der Sheriff von Linsenbach
- 1985: Der Stadtbrand (Fernsehfilm)
- 1986: Das Turm-Engele (Fernsehfilm)
- 1986: Kontakt bitte (Fernsehserie)
- 1987: Waldhaus (Fernsehserie)
- 1987: Nur für Busse (Comedyserie)
- 1988: Oh Gott Herr Pfarrer (Fernsehserie, 6 Folgen)
- 1988: Schwarzwaldklinik (Fernsehserie, 1 Folge)
- 1988: Auch das noch... (Fernsehserie)
- 1989: Der Eugen (Fernsehserie)
- 1989: Der Fahnder (Fernsehserie)
- 1990: Liebesgeschichten (Fernsehserie, 1 Folge)
- 1991: Pfarrerin Lenau (Fernsehserie, 1 Folge)
- 1991: Alles Alltag (Fernsehserie)
- 1993: Geschichten aus der Heimat (Fernsehserie)
- 1993–1995: Die Stadtklinik (Fernsehserie, 24 Folgen)
- 1994: Drei Tage Im April (Fernsehfilm)
- 1995–1998: Verbotene Liebe (Fernsehserie, 6 Folgen)
- 1996: Wer hat Angst vorm Weihnachtsmann (Kurzfilm)
- 1997: Kommissar Schimpanski (Fernsehserie, 1 Folge)
- 1998: Die Fallers
- 1999: Lindenstraße (Fernsehserie, 1 Folge)
- 2000: Anna H., Geliebte, Ehefrau und Hure (Fernsehfilm)
- 2000: Drehkreuz Airport (Fernsehserie)
- 2001: Für alle Fälle Stefanie (Fernsehserie, 1 Folge)
- 2003: Streit um Drei (Fernsegerichtsserie)
- 2004: Unter Brüdern (Fernsehserie, 1 Folge)
- 2005: Drei Schwestern made in Germany (Fernsehfilm)
- 2006: Dunkel war,s (Kurzfilm)
- 2008: Tischlein deck dich (ARD-Märchenfilmreihe Sechs auf einen Streich)
- 2009: Ich sehe was was Du nicht siehst (Kurzfilm)

## Diskografie
- 1980: Die Rocky Horror Show (Richard O’Brien)
- 1981: Unsere Republik (Uwe Jens Jensen/Hansgeorg Koch)
- 1981: Sie spielen unser Lied (Neil Simon/Marvin Hamlisch/Carole Bayer-Sager)
- 2000: Die letzte Reise der Titanic (Karlheinz Koinegg)
- 2001: Die Schwanenkönigin/Zar Saltan (Tschaikowski/Puschkin/Rimski-Korsakow)
- 2001: Prometheus (Franz Fühmann)
- 2002: Das erfolgreiche Vorstellungsgeschpräch (Hesse/Schrader)
- 2002: Die optimale Bewerbungsstrategie (Hesse/Schrader)
- 2002: Small Talk (Hesse/Schrader)
- 2002: Business Knigge (Petra Begemann)
- 2004: Umzug nach Wolke Sieben (Sabine Both)
- 2004: Alles Machos – außer Tim (Brings/Kömmerling)
- 2008: Das kleine Känguru in Gefahr/Das kleine Känguru lernt fliegen (Paul Maar)
- 2015: Romeo und Julia (Sergej Prokofjew)
- 2015: Dornröschen (Peter Tschaikowski)
- 2015: Cinderella (Sergej Prokofjew)
- 2016: Bilanz – ein literarisches Hörereignis (70 Jahre NRW-Geburtstagsedition WDR)

## Hörspiele (Auswahl)
- 1979: Gespensterjagd von Rodney David Wingfield (SDR)
- 1984: Der verbotene Garten von Gabriele d’Annunzio/Tankred Dorst (SDR)
- 1984: Meine Schwester und ich von Ralph Benatzky (BR)
- 1985: Atemnot von Ruth Rehmann (WDR)
- 1987: Korbes von Tankred Dorst (SDR)
- 1989: Grintkopf von Tankred Dorst (SDR)
- 1989: Black Box von Jennifer Egan (WDR)
- 1990: Stühlerücken Herbert Herrmann (SDR)
- 1990: Der weiße Lotos von Rodney David (WDR)
- 1991: Headlong Hall von James Saunders (WDR)
- 1993: Tod in Rostock von Astrid Rösel (WDR)
- 2000: Die letzte Reise der Titanic von Karlheinz Koinegg (WDR)
- 2001: Prometheus von Franz Fühmann (MDR)
- 2003: I Love my India von Sabine Breitsameter (WDR)
- 2007: Dorffmaiers Double von Joy Markert (WDR)
- 2013: Die Räuberschule von Gudrun Pausewang (WDR)
- 2014: Opferfläche von Eva Karnofski (WDR)